# Élections législatives de 2022 dans la Somme
Les élections législatives françaises de 2022 dans la Somme se déroulent les 12 et 19 juin 2022. Dans le département, cinq députés sont à élire dans le cadre de cinq circonscriptions.

## Résultats de l'élection présidentielle de 2022 par circonscription
| Circonscription | 1er tour | 1er tour | 1er tour  |         | 2d tour | 2d tour |
| Circonscription | Macron   | Le Pen   | Mélenchon | Macron  | Le Pen  |         |
| --------------- | -------- | -------- | --------- | ------- | ------- | ------- |
| Circonscription |          |          |           |         |         |         |
| 1re             | 27,61 %  | 30,24 %  | 22,13 %   | 51,87 % | 48,13 % |         |
| 2e              | 33,73 %  | 19,05 %  | 24,63 %   | 66,74 % | 33,26 % |         |
| 3e              | 26,43 %  | 36,78 %  | 13,19 %   | 43,34 % | 56,66 % |         |
| 4e              | 27,98 %  | 35,26 %  | 14,55 %   | 46,55 % | 53,45 % |         |
| 5e              | 23,67 %  | 41,37 %  | 14,00 %   | 38,85 % | 61,15 % |         |

## Système électoral
Les élections législatives ont lieu au scrutin uninominal majoritaire à deux tours dans des circonscriptions uninominales.
Est élu au premier tour le candidat qui réunit la majorité absolue des suffrages exprimés et un nombre de voix au moins égal au quart (25 %) des électeurs inscrits dans la circonscription. Si aucun des candidats ne satisfait ces conditions, un second tour est organisé entre les candidats ayant réuni un nombre de voix au moins égal à un huitième des inscrits (12,5 %) ; les deux candidats arrivés en tête du premier tour se maintiennent néanmoins par défaut si un seul ou aucun d'entre eux n'a atteint ce seuil. Au second tour, le candidat arrivé en tête est déclaré élu.
Le seuil de qualification basé sur un pourcentage du total des inscrits et non des suffrages exprimés rend plus difficile l'accès au second tour lorsque l'abstention est élevée. Le système permet en revanche l'accès au second tour de plus de deux candidats si plusieurs d'entre eux franchissent le seuil de 12,5 % des inscrits. Les candidats en lice au second tour peuvent ainsi être trois, un cas de figure appelé « triangulaire ». Les second tours où s'affrontent quatre candidats, appelés « quadrangulaire » sont également possibles, mais beaucoup plus rares.

### Partis et nuances
Les résultats des élections sont publiés en France par le ministère de l'Intérieur, qui classe les partis en leur attribuant des nuances politiques. Ces dernières sont décidées par les préfets, qui les attribuent indifféremment de l'étiquette politique déclarée par les candidats, qui peut être celle d'un parti ou une candidature sans étiquette.
En 2022, seules les coalitions Ensemble (ENS) et Nouvelle Union populaire écologique et sociale (NUP), ainsi que le Parti radical de gauche (RDG), l'Union des démocrates et indépendants (UDI), Les Républicains (LR), le Rassemblement national (RN) et Reconquête (REC) se voient attribuer  une nuance propre,,.
Tous les autres partis se voient attribuer l'une ou l'autre des nuances suivantes : DXG (divers extrême gauche), DVG (divers gauche), ECO (écologiste), REG (régionaliste), DVC (divers centre), DVD (divers droite), DSV (droite souverainiste) et DXD (divers extrême droite). Des partis comme Debout la France ou Lutte ouvrière ne disposent ainsi pas de nuance propre, et leurs résultats nationaux ne sont pas publiés séparément par le ministère, car mélangés avec d'autres partis (respectivement dans les nuances DSV et DXG),.

## Résultats

### Élus
| Circonscription                                 | Député sortant                                 | Parti | Parti     | Groupe | Député élu ou réélu  | Parti | Parti     | Groupe |
| ----------------------------------------------- | ---------------------------------------------- | ----- | --------- | ------ | -------------------- | ----- | --------- | ------ |
| 1re                                             | François Ruffin                                |       | LFI - PD  | LFI    | François Ruffin      |       | LFI - PD  | LFI    |
| 2e                                              | Cécile Delpirou* suppléante de Barbara Pompili |       | EC - LREM | LREM   | Barbara Pompili      |       | EC - LREM | RE     |
| 3e                                              | Emmanuel Maquet                                |       | LR        | LR     | Emmanuel Maquet      |       | LR        | LR     |
| 4e                                              | Jean-Claude Leclabart                          |       | LREM      | LREM   | Jean-Philippe Tanguy |       | LAF - RN  | RN     |
| 5e                                              | Grégory Labille                                |       | LR        | UDI    | Yaël Ménache         |       | RN        | RN     |
| * député sortant ne se représentant pas en 2022 |                                                |       |           |        |                      |       |           |        |

### Taux de participation
| Taux de participation | 1er tour | 1er tour | 1er tour   | 2d tour | 2d tour | 2d tour    | Différence entre les deux tours |
| Taux de participation | En 2017  | En 2022  | Différence | En 2017 | En 2022 | Différence | Différence entre les deux tours |
| --------------------- | -------- | -------- | ---------- | ------- | ------- | ---------- | ------------------------------- |
| À midi                | 19,47 %  | 18,52 %  | 0,95       | 17,31 % | 17,02 % | 0,29       | 1,5                             |
| À 17 heures           | 40,19 %  | 41,80 %  | 1,61       | 35,39 % | 39,06 % | 3,67       | 2,74                            |
| Final                 | 51,06 %  | 49,27 %  | 1,79       | 45,55 % | 48,44 % | 2,89       | 0,83                            |

### Résultats à l'échelle du département

#### Résultats par coalition
| Parti et coalition                                           | Parti et coalition                                           | Parti et coalition                               | Premier tour | Premier tour | Premier tour | Second tour   | Second tour   | Second tour | Total Sièges  | +/-           |  |
| Parti et coalition                                           | Parti et coalition                                           | Parti et coalition                               | Voix         | %            | Sièges       | Voix          | %             | Sièges      | Total Sièges  | +/-           |  |
| ------------------------------------------------------------ | ------------------------------------------------------------ | ------------------------------------------------ | ------------ | ------------ | ------------ | ------------- | ------------- | ----------- | ------------- | ------------- |  |
|                                                              |                                                              | Rassemblement national (RN)                      | 27 776       | 14,07        | 0            | 33 471        | 18,69         | 1           | 1             | 1             |  |
|                                                              | L'Avenir français - Rassemblement national (LAF - RN)        | 26 666                                           | 13,51        | 0            | 39 387       | 21,99         | 1             | 1           | Nv            |               |  |
| Total Rassemblement national et alliés (RN)                  | Total Rassemblement national et alliés (RN)                  | 54 442                                           | 27,58        | 0            | 72 858       | 40,68         | 2             | 2           | 2             |               |  |
|                                                              |                                                              | La France insoumise - Picardie debout (LFI - PD) | 23 022       | 11,66        | 0            | 33 184        | 18,53         | 1           | 1             | en stagnation |  |
|                                                              | La France insoumise (LFI)                                    | 10 946                                           | 5,54         | 0            | 16 025       | 8,95          | 0             | 0           | en stagnation |               |  |
|                                                              | Europe Écologie Les Verts (EELV)                             | 8 081                                            | 4,09         | 0            |              |               |               | 0           | en stagnation |               |  |
|                                                              | Parti communiste français (PCF)                              | 7 058                                            | 3,58         | 0            | 0            | en stagnation |               |             |               |               |  |
| Total Nouvelle Union populaire écologique et sociale (NUPES) | Total Nouvelle Union populaire écologique et sociale (NUPES) | 49 107                                           | 24,88        | 0            | 49 209       | 27,48         | 1             | 1           | en stagnation |               |  |
|                                                              |                                                              | La République en marche (LREM)                   | 33 433       | 16,94        | 0            | 17 584        | 9,82          | 0           | 0             | 2             |  |
|                                                              | En commun - La République en marche (EC - LREM)              | 10 895                                           | 5,52         | 0            | 18 162       | 10,14         | 1             | 1           | Nv            |               |  |
| Total Ensemble (ENS)                                         | Total Ensemble (ENS)                                         | 44 328                                           | 22,45        | 0            | 35 746       | 19,96         | 1             | 1           | 1             |               |  |
|                                                              |                                                              | Les Républicains (LR)                            | 26 549       | 13,45        | 0            | 21 266        | 11,88         | 1           | 1             | en stagnation |  |
|                                                              | Union des démocrates et indépendants (UDI)                   | 3 217                                            | 1,63         | 0            |              |               |               | 0           | 1             |               |  |
| Total Union de la droite et du centre (UDC)                  | Total Union de la droite et du centre (UDC)                  | 29 766                                           | 15,08        | 0            | 21 266       | 11,88         | 1             | 1           | 1             |               |  |
|                                                              | Reconquête (REC)                                             | Reconquête (REC)                                 | 5 933        | 3,01         | 0            |               |               |             | 0             | Nv            |  |
|                                                              |                                                              | Alliance centriste (AC)                          | 3 500        | 1,77         | 0            | 0             | Nv            |             |               |               |  |
|                                                              | Union des centristes et des écologistes (UCÉ)                | 300                                              | 0,15         | 0            | 0            | Nv            |               |             |               |               |  |
| Total Les écologistes avec la majorité présidentielle (ÉMP)  | Total Les écologistes avec la majorité présidentielle (ÉMP)  | 3 800                                            | 1,92         | 0            | 0            | Nv            |               |             |               |               |  |
|                                                              | Parti animaliste (PA)                                        | Parti animaliste (PA)                            | 3 407        | 1,73         | 0            | 0             | Nv            |             |               |               |  |
|                                                              | Lutte ouvrière (LO)                                          | Lutte ouvrière (LO)                              | 2 794        | 1,42         | 0            | 0             | en stagnation |             |               |               |  |
|                                                              |                                                              | Debout la France (DLF)                           | 1 014        | 0,51         | 0            | 0             | en stagnation |             |               |               |  |
|                                                              | Les Patriotes (LP)                                           | 711                                              | 0,36         | 0            | 0            | Nv            |               |             |               |               |  |
| Total Union pour la France (UPF)                             | Total Union pour la France (UPF)                             | 1 725                                            | 0,87         | 0            | 0            | en stagnation |               |             |               |               |  |
|                                                              | Le Mouvement de la ruralité (LMR)                            | Le Mouvement de la ruralité (LMR)                | 1 088        | 0,66         | 0            | 0             | Nv            |             |               |               |  |
|                                                              | Parti des citoyens européens (PACE)                          | Parti des citoyens européens (PACE)              | 520          | 0,26         | 0            | 0             | en stagnation |             |               |               |  |
|                                                              | Parti ouvrier indépendant démocratique (POID)                | Parti ouvrier indépendant démocratique (POID)    | 344          | 0,17         | 0            | 0             | en stagnation |             |               |               |  |
|                                                              | Le Peuple de France (PDF)                                    | Le Peuple de France (PDF)                        | 158          | 0,08         | 0            | 0             | Nv            |             |               |               |  |
|                                                              |                                                              | Gauche républicaine et socialiste (GRS)          | 0            | 0            | 0            | 0             | Nv            |             |               |               |  |
| Total Fédération de la gauche républicaine (FGR)             | Total Fédération de la gauche républicaine (FGR)             | 0                                                | 0            | 0            | 0            | Nv            |               |             |               |               |  |
|                                                              |                                                              |                                                  |              |              |              |               |               |             |               |               |  |
| Suffrages exprimés                                           | Suffrages exprimés                                           | Suffrages exprimés                               | 197 412      | 97,48        |              | 179 079       | 89,93         |             |               |               |  |
| Votes blancs                                                 | Votes blancs                                                 | Votes blancs                                     | 3 853        | 1,90         | 15 175       | 7,62          |               |             |               |               |  |
| Votes nuls                                                   | Votes nuls                                                   | Votes nuls                                       | 1 256        | 0,62         | 4 868        | 2,44          |               |             |               |               |  |
| Total                                                        | Total                                                        | Total                                            | 202 521      | 100          | 0            | 199 122       | 100           | 5           | 5             | en stagnation |  |
| Abstentions                                                  | Abstentions                                                  | Abstentions                                      | 208 557      | 50,73        |              | 211 977       | 51,56         |             |               |               |  |
| Inscrits/Participation                                       | Inscrits/Participation                                       | Inscrits/Participation                           | 411 078      | 49,27        | 411 099      | 48,44         |               |             |               |               |  |

#### Résultats par nuance
| Nuance                 | Nuance                                         | Nuance                 | Premier tour | Premier tour | Premier tour | Second tour | Second tour   | Second tour | Total Sièges | +/-           |
| Nuance                 | Nuance                                         | Nuance                 | Voix         | %            | Sièges       | Voix        | %             | Sièges      | Total Sièges | +/-           |
| ---------------------- | ---------------------------------------------- | ---------------------- | ------------ | ------------ | ------------ | ----------- | ------------- | ----------- | ------------ | ------------- |
|                        | Rassemblement national                         | RN                     | 54 442       | 27,58        | 0            | 72 858      | 40,68         | 2           | 2            | 2             |
|                        | Nouvelle Union populaire écologique et sociale | NUP                    | 49 107       | 24,88        | 0            | 49 209      | 27,48         | 1           | 1            | en stagnation |
|                        | Ensemble !                                     | ENS                    | 44 328       | 22,45        | 0            | 35 746      | 19,96         | 1           | 1            | 1             |
|                        | Les Républicains                               | LR                     | 26 549       | 13,45        | 0            | 21 266      | 11,88         | 1           | 1            | en stagnation |
|                        | Reconquête                                     | REC                    | 5 933        | 3,01         | 0            |             |               |             | 0            | Nv            |
|                        | Écologiste                                     | ECO                    | 3 407        | 1,73         | 0            | 0           | en stagnation |             |              |               |
|                        | Divers droite                                  | DVD                    | 3 366        | 1,71         | 0            | 0           | en stagnation |             |              |               |
|                        | Union des démocrates et indépendants           | UDI                    | 3 217        | 1,63         | 0            | 0           | 1             |             |              |               |
|                        | Divers extrême gauche                          | DXG                    | 3 138        | 1,59         | 0            | 0           | en stagnation |             |              |               |
|                        | Droite souverainiste                           | DSV                    | 1 883        | 0,95         | 0            | 0           | en stagnation |             |              |               |
|                        | Divers centre                                  | DVC                    | 1 522        | 0,77         | 0            | 0           | Nv            |             |              |               |
|                        | Divers gauche                                  | DVG                    | 520          | 0,26         | 0            | 0           | en stagnation |             |              |               |
|                        |                                                |                        |              |              |              |             |               |             |              |               |
| Suffrages exprimés     | Suffrages exprimés                             | Suffrages exprimés     | 197 412      | 97,48        |              | 179 079     | 89,93         |             |              |               |
| Votes blancs           | Votes blancs                                   | Votes blancs           | 3 853        | 1,90         | 15 175       | 7,62        |               |             |              |               |
| Votes nuls             | Votes nuls                                     | Votes nuls             | 1 256        | 0,62         | 4 868        | 2,44        |               |             |              |               |
| Total                  | Total                                          | Total                  | 202 521      | 100          | 0            | 199 122     | 100           | 5           | 5            | en stagnation |
| Abstentions            | Abstentions                                    | Abstentions            | 208 557      | 50,73        |              | 211 977     | 51,56         |             |              |               |
| Inscrits/Participation | Inscrits/Participation                         | Inscrits/Participation | 411 078      | 49,27        | 411 099      | 48,44       |               |             |              |               |

### Cartes

Nuance politique des candidats arrivés en tête dans chaque commune au 1er tour.
Nuance politique des candidats arrivés en tête dans chaque commune au 2e tour.

### Résultats par circonscription

#### Première circonscription
Député sortant : François Ruffin (La France insoumise - Picardie debout).
| Candidat                 | Candidat                 | Parti et coalition       | Nuance                   | Premier tour | Premier tour | Second tour | Second tour |
| Candidat                 | Candidat                 | Parti et coalition       | Nuance                   | Voix         | %            | Voix        | %           |
| ------------------------ | ------------------------ | ------------------------ | ------------------------ | ------------ | ------------ | ----------- | ----------- |
|                          | François Ruffin          | LFI - PD (NUPES)         | NUP                      | 15 081       | 40,09        | 19 731      | 61,01       |
|                          | Nathalie Ribeiro-Billet  | RN                       | RN                       | 8 495        | 22,58        | 12 610      | 38,99       |
|                          | Pascal Rifflart          | LREM (ENS)               | ENS                      | 7 640        | 20,31        |             |             |
|                          | Mathilde Roy             | LR (UDC)                 | LR                       | 2 636        | 7,01         |             |             |
|                          | Pascal Fradcourt,        | AC (ÉMP)                 | DVC                      | 1 222        | 3,25         |             |             |
|                          | Pascal Scribe            | REC                      | REC                      | 1 025        | 2,72         |             |             |
|                          | Thierry Vandeplassche    | PA                       | ECO                      | 758          | 2,01         |             |             |
|                          | Jean-Patrick Baudry      | LO                       | DXG                      | 432          | 1,15         |             |             |
|                          | Noé Boxoën               | DLF (UPF)                | DSV                      | 332          | 0,88         |             |             |
|                          |                          |                          |                          |              |              |             |             |
| Votes valides            | Votes valides            | Votes valides            | Votes valides            | 37 621       | 97,49        | 32 341      | 85,90       |
| Votes blancs             | Votes blancs             | Votes blancs             | Votes blancs             | 675          | 0,80         | 4 034       | 10,71       |
| Votes nuls               | Votes nuls               | Votes nuls               | Votes nuls               | 292          | 0,35         | 1 276       | 3,39        |
| Total                    | Total                    | Total                    | Total                    | 38 588       | 100          | 37 651      | 100         |
| Abstention               | Abstention               | Abstention               | Abstention               | 45 452       | 54,08        | 46 400      | 55,20       |
| Inscrits / participation | Inscrits / participation | Inscrits / participation | Inscrits / participation | 84 040       | 45,92        | 84 051      | 44,80       |

#### Deuxième circonscription
Députée sortante : Cécile Delpirou (En commun - La République en marche), élue en 2017 comme suppléante de Barbara Pompili (En Commun - La République en marche), elle la remplace à l'assemblée en 2020 lorsque celle-ci devient ministre.
| Candidat                 | Candidat                 | Parti et coalition       | Nuance                   | Premier tour | Premier tour | Second tour | Second tour |
| Candidat                 | Candidat                 | Parti et coalition       | Nuance                   | Voix         | %            | Voix        | %           |
| ------------------------ | ------------------------ | ------------------------ | ------------------------ | ------------ | ------------ | ----------- | ----------- |
|                          | Zahia Hamdane            | LFI (NUPES)              | NUP                      | 10 946       | 29,98        | 16 025      | 46,87       |
|                          | Barbara Pompili          | EC - LREM (ENS)          | ENS                      | 10 895       | 29,84        | 18 162      | 53,13       |
|                          | Nadia Hermans            | RN                       | RN                       | 5 780        | 15,83        |             |             |
|                          | Valérie Devaux           | UDI (UDC)                | UDI                      | 3 217        | 8,81         |             |             |
|                          | Aurélien Caron,          | AC (ÉMP)                 | DVD                      | 2 278        | 6,24         |             |             |
|                          | Aurélie Soyer            | REC                      | REC                      | 1 337        | 3,66         |             |             |
|                          | Sandrine L'Aminot        | PA                       | ECO                      | 782          | 2,14         |             |             |
|                          | Bernard Borel            | LMR                      | DVD                      | 483          | 1,32         |             |             |
|                          | Bruno Paleni             | LO                       | DXG                      | 445          | 1,22         |             |             |
|                          | Dominique Reitzman       | POID                     | DXG                      | 344          | 0,94         |             |             |
|                          |                          |                          |                          |              |              |             |             |
| Votes valides            | Votes valides            | Votes valides            | Votes valides            | 36 507       | 97,91        | 34 187      | 92,33       |
| Votes blancs             | Votes blancs             | Votes blancs             | Votes blancs             | 581          | 1,56         | 2 018       | 5,45        |
| Votes nuls               | Votes nuls               | Votes nuls               | Votes nuls               | 197          | 0,53         | 820         | 2,22        |
| Total                    | Total                    | Total                    | Total                    | 37 285       | 100          | 37 025      | 100         |
| Abstention               | Abstention               | Abstention               | Abstention               | 40 693       | 52,19        | 40 967      | 52,53       |
| Inscrits / participation | Inscrits / participation | Inscrits / participation | Inscrits / participation | 77 978       | 47,81        | 77 992      | 47,47       |

#### Troisième circonscription
Député sortant : Emmanuel Maquet (Les Républicains).
| Candidat                 | Candidat                 | Parti et coalition       | Nuance                   | Premier tour | Premier tour | Second tour | Second tour |
| Candidat                 | Candidat                 | Parti et coalition       | Nuance                   | Voix         | %            | Voix        | %           |
| ------------------------ | ------------------------ | ------------------------ | ------------------------ | ------------ | ------------ | ----------- | ----------- |
|                          | Nicolas Lottin           | LAF - RN                 | RN                       | 13 091       | 30,94        | 18 251      | 46,18       |
|                          | Emmanuel Maquet          | LR (UDC)                 | LR                       | 11 240       | 26,57        | 21 266      | 53,82       |
|                          | Albane Branlant          | LREM (ENS)               | ENS                      | 7 490        | 17,70        |             |             |
|                          | Arnaud Petit             | PCF (NUPES)              | NUP                      | 7 058        | 16,68        |             |             |
|                          | François Miramont        | REC                      | REC                      | 1 110        | 2,62         |             |             |
|                          | Michel Valet             | LO                       | DXG                      | 607          | 1,43         |             |             |
|                          | Frédéric Devaux          | PA                       | ECO                      | 543          | 1,28         |             |             |
|                          | David Mongin,            | PACE                     | DVG                      | 520          | 1,23         |             |             |
|                          | Anabelle Ponsard         | LP (UPF)                 | DSV                      | 351          | 0,83         |             |             |
|                          | Marine Massonneau        | UCE (ÉMP)                | DVC                      | 300          | 0,71         |             |             |
|                          | Marianne Finel           | GRS (FGR)                | DVG                      | 0            | 0,00         |             |             |
|                          |                          |                          |                          |              |              |             |             |
| Votes valides            | Votes valides            | Votes valides            | Votes valides            | 42 310       | 97,26        | 39 517      | 92,80       |
| Votes blancs             | Votes blancs             | Votes blancs             | Votes blancs             | 903          | 2,08         | 2 257       | 5,30        |
| Votes nuls               | Votes nuls               | Votes nuls               | Votes nuls               | 288          | 0,66         | 811         | 1,90        |
| Total                    | Total                    | Total                    | Total                    | 43 501       | 100          | 42 585      | 100         |
| Abstention               | Abstention               | Abstention               | Abstention               | 39 096       | 47,33        | 40 012      | 48,44       |
| Inscrits / participation | Inscrits / participation | Inscrits / participation | Inscrits / participation | 82 597       | 52,67        | 82 597      | 51,56       |

#### Quatrième circonscription
Député sortant : Jean-Claude Leclabart (La République en marche).
| Candidat                 | Candidat                 | Parti et coalition       | Nuance                   | Premier tour | Premier tour | Second tour | Second tour |
| Candidat                 | Candidat                 | Parti et coalition       | Nuance                   | Voix         | %            | Voix        | %           |
| ------------------------ | ------------------------ | ------------------------ | ------------------------ | ------------ | ------------ | ----------- | ----------- |
|                          | Jean-Philippe Tanguy     | LAF - RN                 | RN                       | 13 575       | 32,45        | 21 136      | 54,59       |
|                          | Jean-Claude Leclabart    | LREM (ENS)               | ENS                      | 10 497       | 25,10        | 17 584      | 45,41       |
|                          | Élodie Héren             | EÉLV (NUPES)             | NUP                      | 8 081        | 19,32        |             |             |
|                          | Vincent Jacques          | LR - FÉ (UDC)            | LR                       | 6 066        | 14,5         |             |             |
|                          | Jacques Maguin           | REC                      | REC                      | 1 259        | 3,01         |             |             |
|                          | Guy Vitoux               | LO                       | DXG                      | 785          | 1,88         |             |             |
|                          | Dany Serreau             | PA                       | ECO                      | 725          | 1,73         |             |             |
|                          | Rachèle Delgove          | DLF (UPF)                | DSV                      | 682          | 1,63         |             |             |
|                          | Adam Makowski            | PDF                      | DSV                      | 158          | 0,38         |             |             |
|                          |                          |                          |                          |              |              |             |             |
| Votes valides            | Votes valides            | Votes valides            | Votes valides            | 41 828       | 96,98        | 38 720      | 91,00       |
| Votes blancs             | Votes blancs             | Votes blancs             | Votes blancs             | 1 018        | 2,36         | 2 986       | 7,02        |
| Votes nuls               | Votes nuls               | Votes nuls               | Votes nuls               | 285          | 0,66         | 845         | 1,99        |
| Total                    | Total                    | Total                    | Total                    | 43 131       | 100          | 42 551      | 100         |
| Abstention               | Abstention               | Abstention               | Abstention               | 41 991       | 49,33        | 42 561      | 50,01       |
| Inscrits / participation | Inscrits / participation | Inscrits / participation | Inscrits / participation | 85 122       | 50,67        | 85 112      | 49,99       |

#### Cinquième circonscription
Député sortant : Grégory Labille (Les Républicains).
| Candidat                 | Candidat                 | Parti et coalition       | Nuance                   | Premier tour | Premier tour | Second tour | Second tour |
| Candidat                 | Candidat                 | Parti et coalition       | Nuance                   | Voix         | %            | Voix        | %           |
| ------------------------ | ------------------------ | ------------------------ | ------------------------ | ------------ | ------------ | ----------- | ----------- |
|                          | Yaël Menache             | RN                       | RN                       | 13 501       | 34,49        | 20 861      | 60,79       |
|                          | Guillaume Ancelet        | LFI - PD (NUPES)         | NUP                      | 7 941        | 20,29        | 13 453      | 39,21       |
|                          | Virginie Caron-Decroix   | LREM (ENS)               | ENS                      | 7 806        | 19,94        |             |             |
|                          | Grégory Labille          | LR (UDC)                 | LR                       | 6 607        | 16,88        |             |             |
|                          | Laurent Beauvarlet       | REC                      | REC                      | 1 202        | 3,07         |             |             |
|                          | Adrien Leveque           | LMR                      | DVD                      | 605          | 1,55         |             |             |
|                          | Claude Grébil            | PA                       | ECO                      | 599          | 1,53         |             |             |
|                          | Hélène Launay            | LO                       | DXG                      | 525          | 1,34         |             |             |
|                          | Sabine Legot             | LP (UPF)                 | DSV                      | 360          | 0,92         |             |             |
|                          |                          |                          |                          |              |              |             |             |
| Votes valides            | Votes valides            | Votes valides            | Votes valides            | 39 146       | 97,83        | 34 314      | 87,29       |
| Votes blancs             | Votes blancs             | Votes blancs             | Votes blancs             | 676          | 1,69         | 3 880       | 9,87        |
| Votes nuls               | Votes nuls               | Votes nuls               | Votes nuls               | 194          | 0,48         | 1 116       | 2,84        |
| Total                    | Total                    | Total                    | Total                    | 40 016       | 100          | 39 310      | 100         |
| Abstention               | Abstention               | Abstention               | Abstention               | 41 325       | 50,80        | 42 037      | 51,68       |
| Inscrits / participation | Inscrits / participation | Inscrits / participation | Inscrits / participation | 81 341       | 49,20        | 81 347      | 48,32       |